# Bombylius pendens
Bombylius pendens är en tvåvingeart som beskrevs av Cole och Jon C. Lovett 1919. Bombylius pendens ingår i släktet Bombylius och familjen svävflugor. Inga underarter finns listade i Catalogue of Life.